# Naarda ochronota
Naarda ochronota là một loài bướm đêm trong họ Noctuidae.